# Challenger de Bratislava

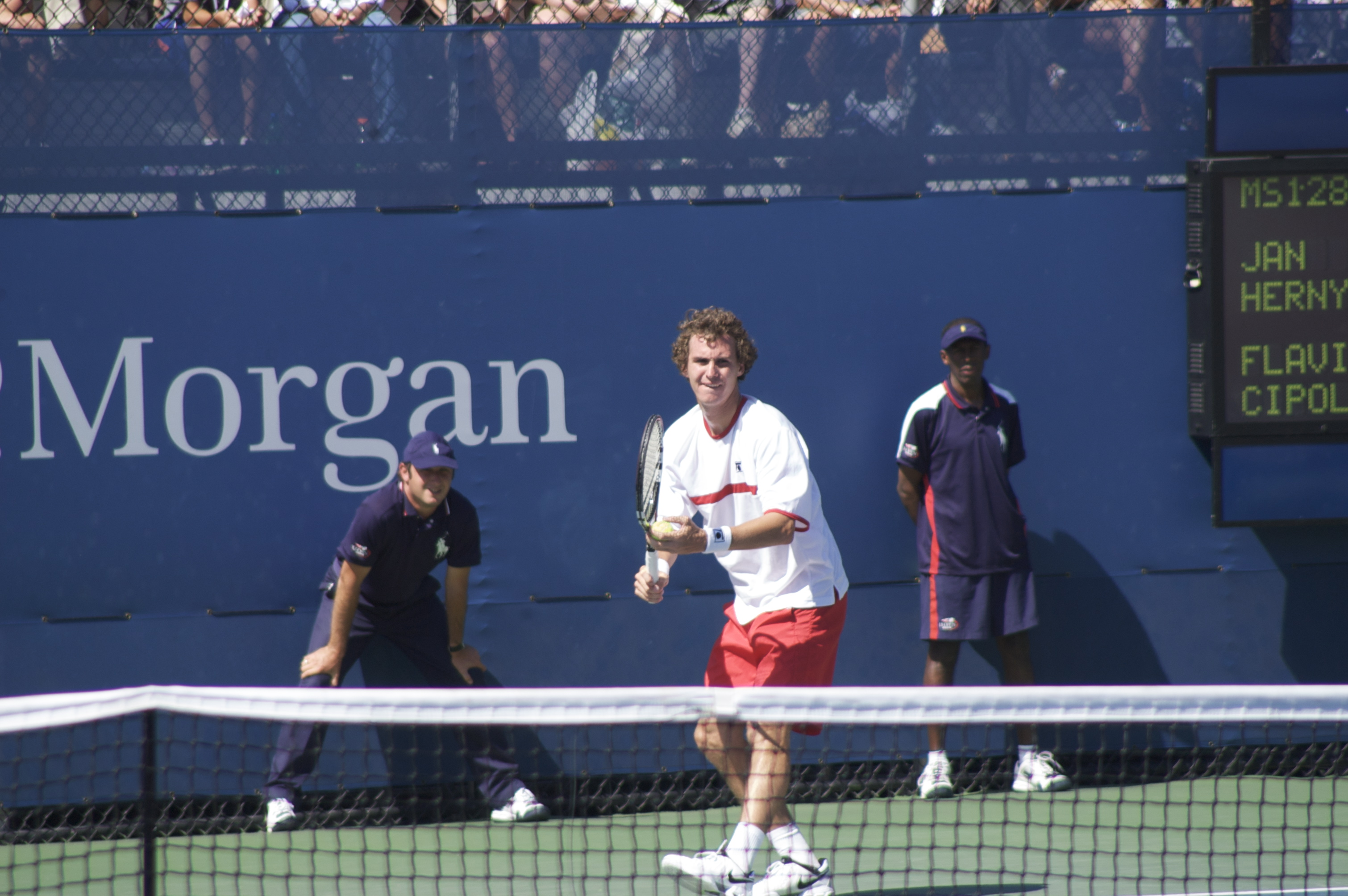
El checho Jan Hernych ganador de la edición del año 2008 en modalidad individuales.

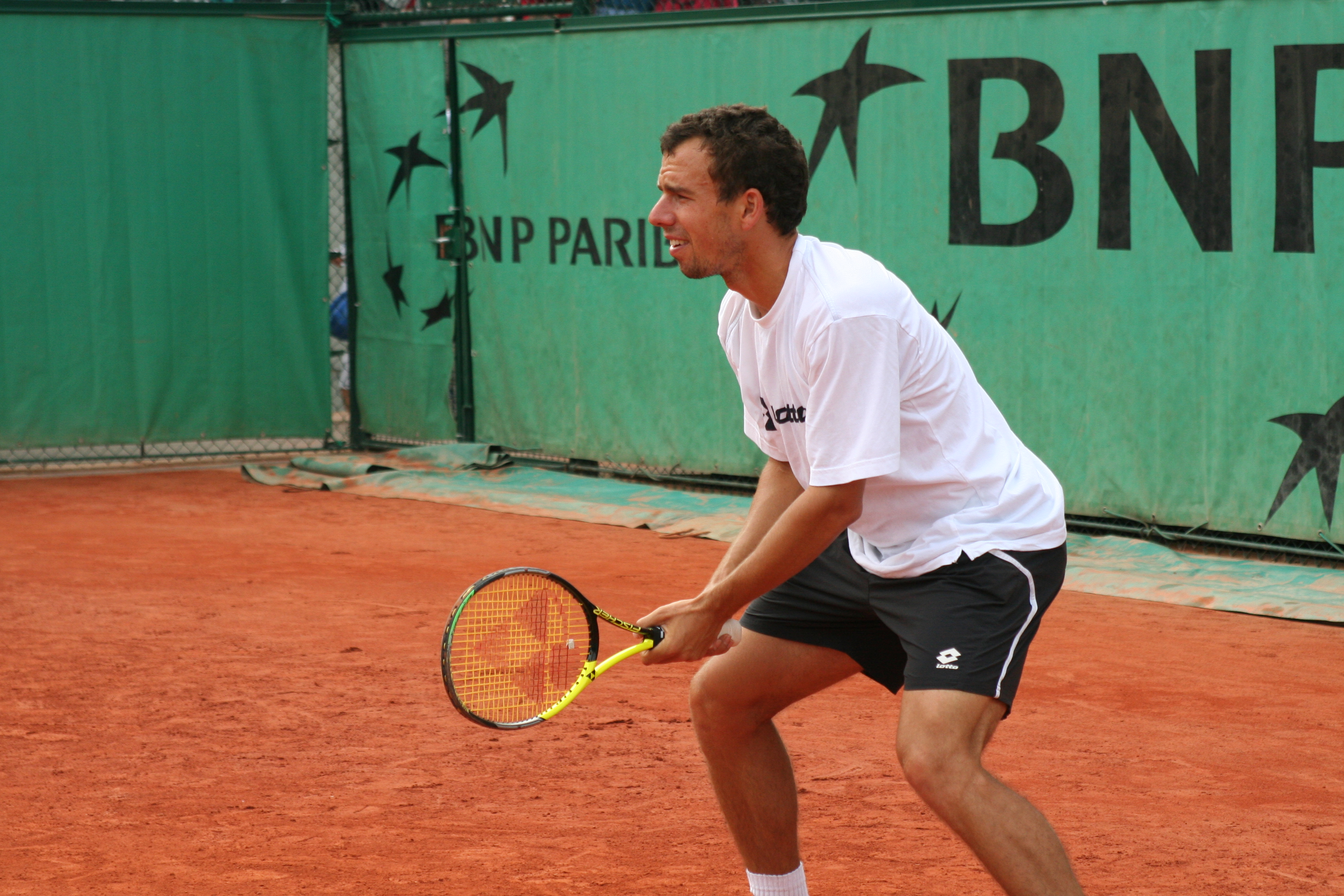
El local Dominik Hrbatý disputó las finales de individuales con victoria, y la de dobles con derrota en el año 2005

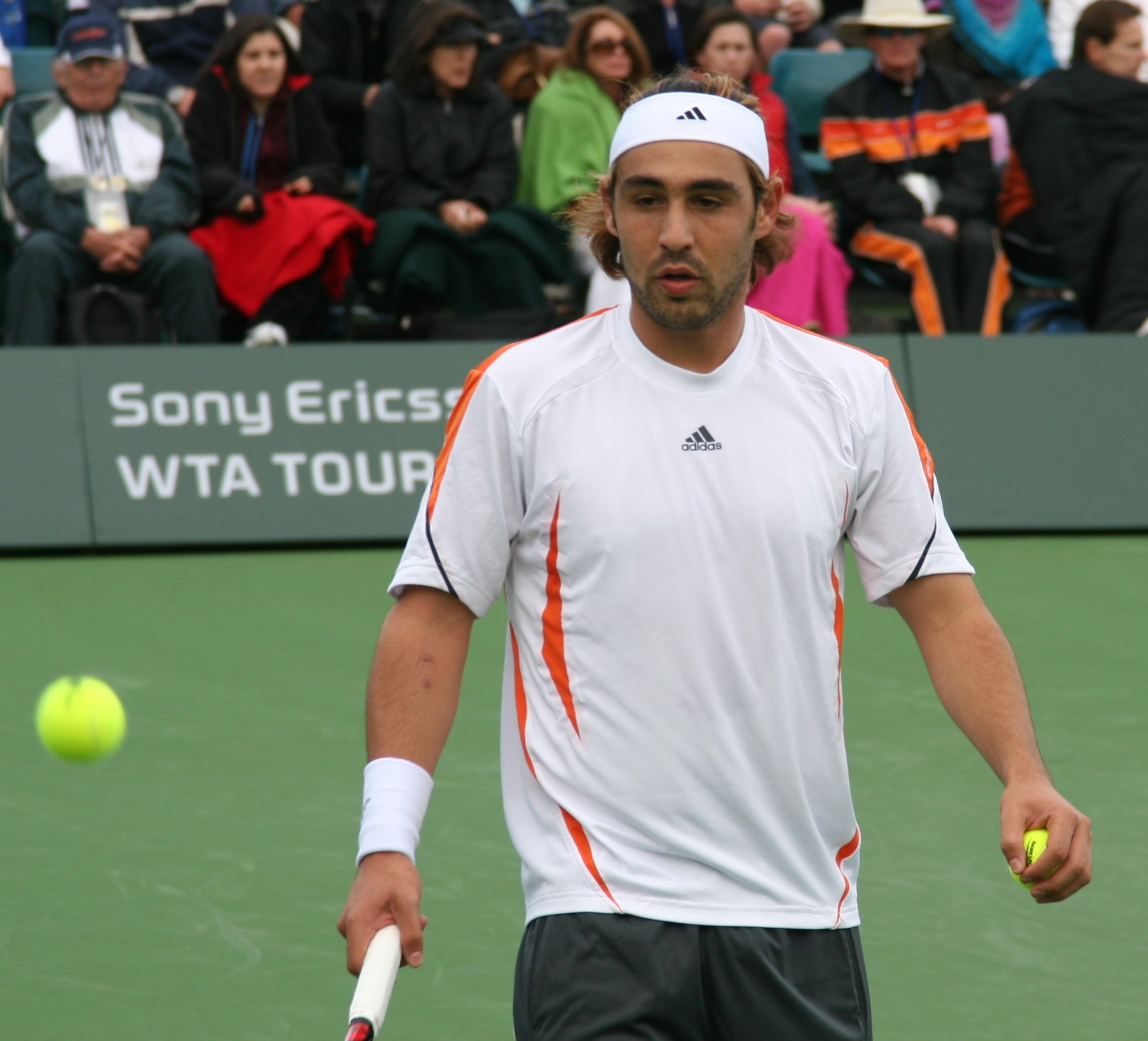
El chipriota Marcos Baghdatis, ganador del título en individuales en el año 2004.

El Slovak Open es un torneo profesional de tenis. Pertenece al ATP Challenger Tour dentro de la categoría Tretorn SERIE+. Se juega desde el año 2000 sobre pistas duras bajo techo (indoor), en Bratislava, Eslovaquia.

## Palmarés

### Individuales
| Año  | Campeón             | Finalista         | Resultado              |
| ---- | ------------------- | ----------------- | ---------------------- |
| 2024 | Roman Safiullin     | Raphaël Collignon | 6–3, 6–4               |
| 2023 | Gabriel Diallo      | Joris De Loore    | 6–0, 7–5               |
| 2022 | Márton Fucsovics    | Fábián Marozsán   | 6–2, 6–4               |
| 2021 | Tallon Griekspoor   | Zsombor Piros     | 6–3, 6–2               |
| 2020 | Maximilian Marterer | Tomáš Macháč      | 6–7(3), 6–2, 7–5       |
| 2019 | Dennis Novak        | Damir Džumhur     | 6–1, 6–1               |
| 2018 | Alexander Bublik    | Lukáš Rosol       | 6–4, 6–4               |
| 2017 | Lukáš Lacko         | Marius Copil      | 6–4, 7–6(4)            |
| 2016 | Norbert Gombos      | Marius Copil      | 7–6(8), 4–6, 6–3       |
| 2015 | Egor Gerasimov      | Lukáš Lacko       | 7–6(1), 7–6(5)         |
| 2014 | Peter Gojowczyk     | Farrukh Dustov    | 7–6(2), 6–3            |
| 2013 | Lukáš Lacko         | Lukáš Rosol       | 6–4, 4–6, 6–4          |
| 2012 | Lukáš Rosol         | Björn Phau        | 6–7(3), 7–6(5), 7–6(6) |
| 2011 | Lukáš Lacko         | Ričardas Berankis | 7–6(7), 6–2            |
| 2010 | Martin Kližan       | Stefan Koubek     | 7–6(4), 6–2            |
| 2009 | Michael Berrer      | Dominik Hrbatý    | 6–7(6), 6–4, 7–6(3)    |
| 2008 | Jan Hernych         | Stéphane Bohli    | 6–2, 6–4               |
| 2007 | Simone Bolelli      | Alejandro Falla   | 4–6, 7–6(7), 6–1       |
| 2006 | Michal Mertiňák     | Lukáš Dlouhý      | 7–6(4), 6–4            |
| 2005 | Dominik Hrbatý      | Daniele Bracciali | 7–5, 6–1               |
| 2004 | Marcos Baghdatis    | Dominik Hrbatý    | 7–6(4), 7–6(3)         |
| 2003 | Marc Rosset         | John van Lottum   | 3–6, 6–3, 6–0          |
| 2002 | Antony Dupuis       | Karol Beck        | 4–6, 6–4, 7–6(1)       |
| 2001 | Karol Kučera        | Sargis Sargsian   | 6–1, 7–5               |
| 2000 | Davide Sanguinetti  | Rainer Schüttler  | 7–5, 6–1               |

### Dobles
| Año  | Campeones                            | Finalistas                            | Resultado           |
| ---- | ------------------------------------ | ------------------------------------- | ------------------- |
| 2024 | Nicolás Barrientos Julian Cash       | André Göransson Sem Verbeek           | 6–3, 6–4            |
| 2023 | Sriram Balaji Andre Begemann         | Andrey Golubev Denys Molchanov        | 6–3, 5–7, [10–8]    |
| 2022 | Denys Molchanov Aleksandr Nedovyesov | Petr Nouza Andrew Paulson             | 4–6, 6–4, [10–6]    |
| 2021 | Filip Horanský Sergiy Stakhovsky     | Denys Molchanov Aleksandr Nedovyesov  | 6–4, 6–4            |
| 2020 | Harri Heliövaara Emil Ruusuvuori     | Lukáš Klein Alex Molčan               | 6–4, 6–3            |
| 2019 | Frederik Nielsen Tim Pütz            | Roman Jebavý Igor Zelenay             | 4–6, 7–6(4), [11–9] |
| 2018 | Denys Molchanov Igor Zelenay         | Ramkumar Ramanathan Andrei Vasilevski | 6–2, 3–6, [11–9]    |
| 2017 | Ken Skupski Neal Skupski             | Sander Arends Antonio Šančić          | 5–7, 6–3, [10–8]    |
| 2016 | Ken Skupski Neal Skupski             | Purav Raja Divij Sharan               | 4–6, 6–3, [10–5]    |
| 2015 | Ilija Bozoljac Igor Zelenay          | Ken Skupski Neal Skupski              | 7–6(3), 4–6, [10–5] |
| 2014 | Ken Skupski Neal Skupski             | Norbert Gombos Adam Pavlásek          | 6–3, 7–6(3)         |
| 2013 | Henri Kontinen Andreas Siljeström    | Gero Kretschmer Jan-Lennard Struff    | 7–6(6), 6–2         |
| 2012 | Lukáš Dlouhý Michail Elgin           | Philipp Marx Florin Mergea            | 6–7(5), 6–2, [10–6] |
| 2011 | Jan Hájek Lukáš Lacko                | Lukáš Rosol David Škoch               | 7–5, 7–5            |
| 2010 | Colin Fleming Jamie Murray           | Travis Parrott Filip Polášek          | 6–2, 3–6, [10–6]    |
| 2009 | Philipp Marx Igor Zelenay            | Leoš Friedl David Škoch               | 6–4, 6–4            |
| 2008 | František Čermák Łukasz Kubot        | Philipp Petzschner Alexander Peya     | 6–4, 6–4            |
| 2007 | Tomáš Cibulec Jaroslav Levinský      | Chris Haggard Mischa Zverev           | 6–4, 2–6, 10–8      |
| 2006 | Eric Butorac Travis Parrott          | Jordan Kerr Jamie Murray              | 7–5, 6–3            |
| 2005 | Chris Haggard Jean-Claude Scherrer   | Dominik Hrbatý Michal Mertiňák        | 6–3, 2–6, 7–6(4)    |
| 2004 | Simon Aspelin Graydon Oliver         | Jonathan Erlich Noam Okun             | 7–6(5), 6–3         |
| 2003 | Jonathan Erlich Harel Levy           | Mario Ančić Martín García             | 7–6(7), 6–3         |
| 2002 | Scott Humphries Mark Merklein        | Leoš Friedl David Škoch               | 3–6, 6–4, 6–2       |
| 2001 | Petr Luxa Radek Štěpánek             | František Čermák Ota Fukárek          | 6–4, 6–3            |
| 2000 | Paul Hanley Paul Rosner              | Jonathan Erlich Aleksandar Kitinov    | 6–4, 6–4            |